# Malo Selo (Chorwacja)
Malo Selo – wieś w Chorwacji, w żupanii primorsko-gorskiej, w mieście Delnice. W 2011 roku liczyła 62 mieszkańców.